# Велике Волково (Вавозький район)
Велике Во́лково (рос. Большое Волково) — присілок у Вавозькому районі Удмуртії, Росія.

## Населення
Населення — 523 особи (2010; 461 в 2002).
Національний склад (2002):
- удмурти — 87 %

## Господарство
У присілку діє середня школа, дитячий садочок, фельдшерсько-акушерський пункт, сільський клуб, бібліотека, пошта, ветеринарний пункт.
Урбаноніми:
- вулиці — Зарічна, Молодіжна, Центральна